# Châteauneuf (Saône-et-Loire)
Pour les articles homonymes, voir Châteauneuf.
Châteauneuf est une commune française située dans le département de Saône-et-Loire, en région Bourgogne-Franche-Comté.

## Géographie
Châteauneuf, avec une superficie est de 1,34 km², est la plus petite des 567 communes de Saône-et-Loire.
Elle fait partie du Brionnais.
La commune est traversée par le Sornin : cet affluent se jette dans la Loire (rive droite) à Pouilly-sous-Charlieu, à une douzaine de kilomètres en aval de Roanne.
Le pont sur le Sornin relie la commune de Châteauneuf et celle de Saint-Maurice-lès-Châteauneuf. Le pont existait avant 1700, il fut très endommagé par des inondations. Dans les archives départementales de Saône-et-Loire pour 1709, sont rapportés les propos de  Pierre Simon Lapierre, entrepreneur et adjudicataire des Ponts et Chaussées du Lyonnais « Je me suis transporté au pont de Châteauneuf pour visiter les débris faits par les grosses eaux audit pont de sept arcades ; il y en a deux de renversées entièrement par terre jusqu’au fondement.. ». D’autres inondations détruisirent partiellement le pont « Le 4 novembre 1744 le Sornin, grossi par d’abondantes pluies poussait des ondes si furieuses que deux arcades du pont de Châteauneuf furent emportées ». De nouveaux travaux eurent lieu, après des dommages, en 1820.
Le pont est un pont de pierre, voûté, à quatre arches, en cintre surbaissé.

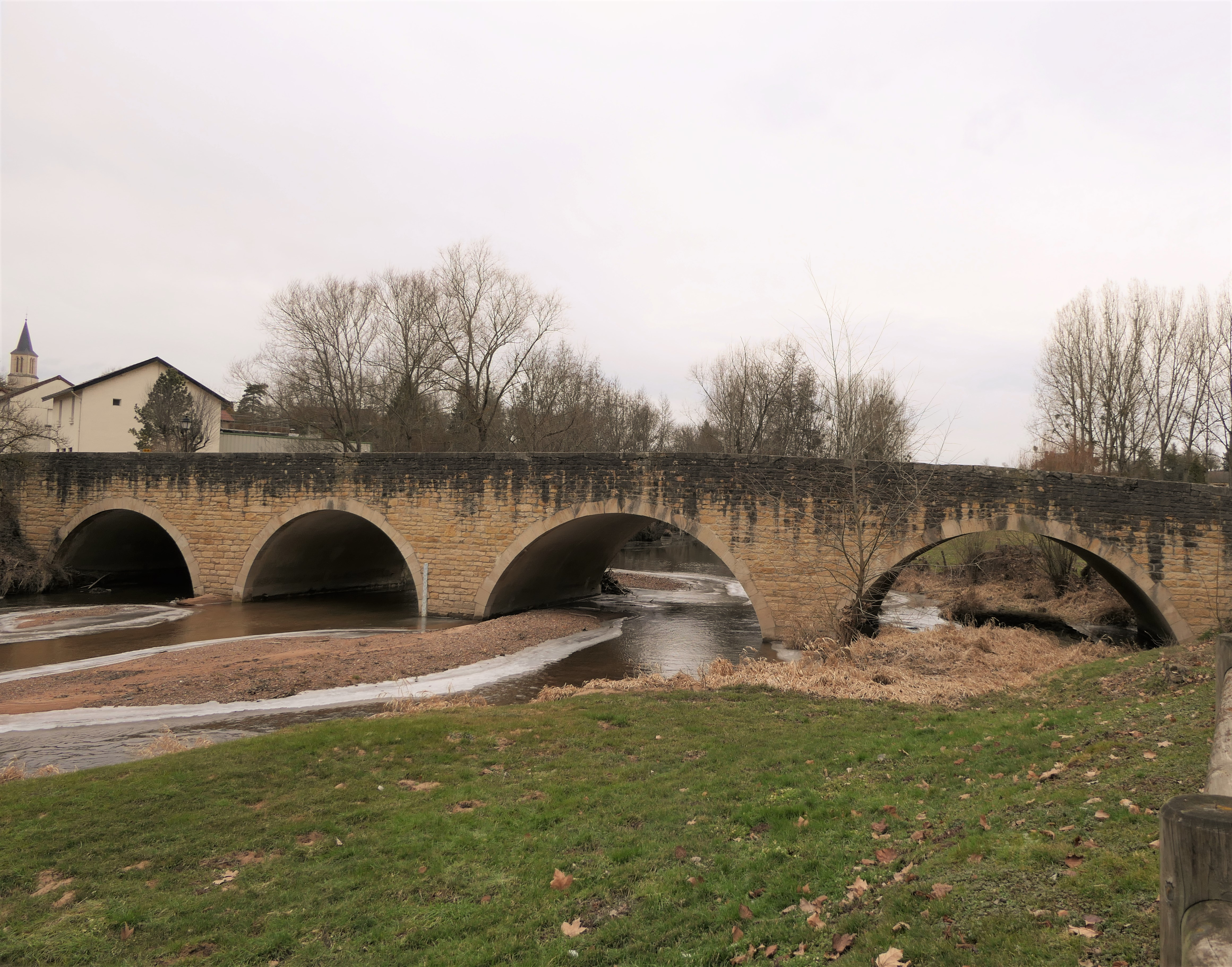
Châteauneuf (Saône-et-Loire), pont sur le Sornin reliant Châteauneuf et Saint-Maurice-lès-Châteauneuf.

### Climat
Pour des articles plus généraux, voir Climat de la Bourgogne-Franche-Comté et Climat de Saône-et-Loire.
En 2010, le climat de la commune est de type climat océanique dégradé des plaines du Centre et du Nord, selon une étude du Centre national de la recherche scientifique s'appuyant sur une série de données couvrant la période 1971-2000. En 2020, Météo-France publie une typologie des climats de la France métropolitaine dans laquelle la commune est exposée à un climat de montagne ou de marges de montagne et est dans la région climatique Centre et contreforts nord du Massif Central, caractérisée par un air sec en été et un bon ensoleillement.
Pour la période 1971-2000, la température annuelle moyenne est de 10,5 °C, avec une amplitude thermique annuelle de 16,8 °C. Le cumul annuel moyen de précipitations est de 895 mm, avec 11,9 jours de précipitations en janvier et 8 jours en juillet. Pour la période 1991-2020, la température moyenne annuelle observée sur la station météorologique de Météo-France la plus proche, « Charlieu », sur la commune de Charlieu à 9 km à vol d'oiseau, est de 11,6 °C et le cumul annuel moyen de précipitations est de 769,3 mm. 
La température maximale relevée sur cette station est de 41 °C, atteinte le 24 juillet 2019 ; la température minimale est de −16 °C, atteinte le 13 janvier 2003,,.
Les paramètres climatiques de la commune ont été estimés pour le milieu du siècle (2041-2070) selon différents scénarios d'émission de gaz à effet de serre à partir des nouvelles projections climatiques de référence DRIAS-2020. Ils sont consultables sur un site dédié publié par Météo-France en novembre 2022.

## Urbanisme

### Typologie
Au 1er janvier 2024, Châteauneuf est catégorisée commune rurale à habitat dispersé, selon la nouvelle grille communale de densité à sept niveaux définie par l'Insee en 2022.
Elle est située hors unité urbaine et hors attraction des villes,.

### Occupation des sols
L'occupation des sols de la commune, telle qu'elle ressort de la base de données européenne d’occupation biophysique des sols Corine Land Cover (CLC), est marquée par l'importance des territoires agricoles (61,4 % en 2018), une proportion identique à celle de 1990 (61,4 %). La répartition détaillée en 2018 est la suivante : prairies (60,4 %), forêts (29,9 %), zones urbanisées (8,7 %), zones agricoles hétérogènes (1 %). L'évolution de l’occupation des sols de la commune et de ses infrastructures peut être observée sur les différentes représentations cartographiques du territoire : la carte de Cassini (XVIIIe siècle), la carte d'état-major (1820-1866) et les cartes ou photos aériennes de l'IGN pour la période actuelle (1950 à aujourd'hui).

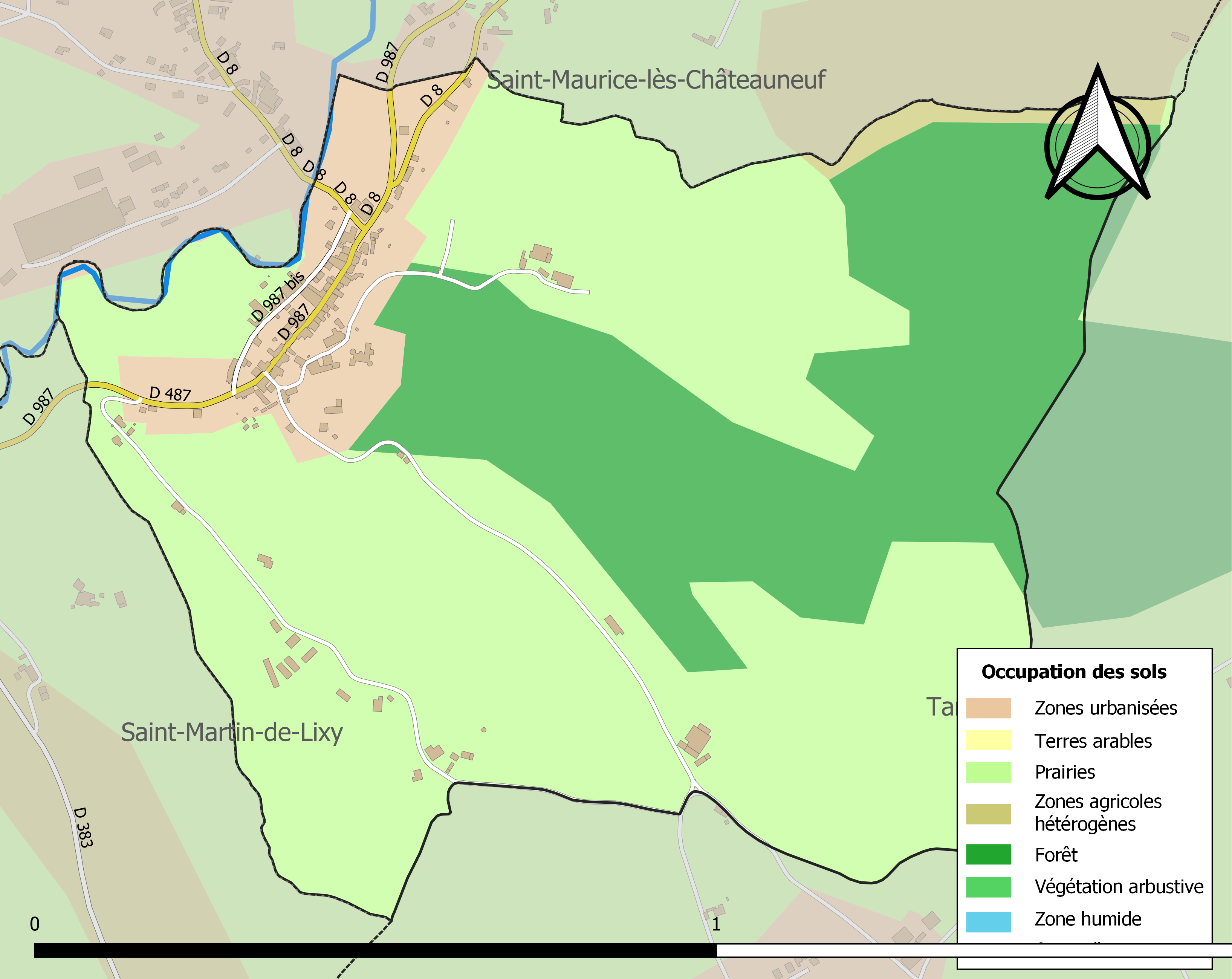
Carte des infrastructures et de l'occupation des sols de la commune en 2018 (CLC).

## Histoire
Châteauneuf était une châtellerie située dans le ressort du bailliage de Mâcon.
Sous la Révolution française, la commune porta provisoirement le nom de Pont-sur-Sornin.

## Politique et administration
| Période                                  | Période   | Identité      | Étiquette | Qualité |
| ---------------------------------------- | --------- | ------------- | --------- | ------- |
| mars 2001                                | mars 2008 | Anne Jury     |           |         |
| mars 2008                                | en cours  | Franck Jeames |           |         |
| Les données manquantes sont à compléter. |           |               |           |         |

## Démographie
L'évolution du nombre d'habitants est connue à travers les recensements de la population effectués dans la commune depuis 1793. Pour les communes de moins de 10 000 habitants, une enquête de recensement portant sur toute la population est réalisée tous les cinq ans, les populations de référence des années intermédiaires étant quant à elles estimées par interpolation ou extrapolation. Pour la commune, le premier recensement exhaustif entrant dans le cadre du nouveau dispositif a été réalisé en 2005.

En 2022, la commune comptait 89 habitants, en évolution de −19,09 % par rapport à 2016 (Saône-et-Loire : −1,06 %, France hors Mayotte : +2,11 %).
| 1793 | 1800 | 1806 | 1821 | 1831 | 1836 | 1841 | 1846 | 1851 |
| ---- | ---- | ---- | ---- | ---- | ---- | ---- | ---- | ---- |
| 250  | 152  | 202  | 200  | 214  | 252  | 276  | 262  | 278  |

| 1856 | 1861 | 1866 | 1872 | 1876 | 1881 | 1886 | 1891 | 1896 |
| ---- | ---- | ---- | ---- | ---- | ---- | ---- | ---- | ---- |
| 290  | 302  | 303  | 303  | 323  | 352  | 309  | 271  | 271  |

| 1901 | 1906 | 1911 | 1921 | 1926 | 1931 | 1936 | 1946 | 1954 |
| ---- | ---- | ---- | ---- | ---- | ---- | ---- | ---- | ---- |
| 262  | 265  | 255  | 243  | 226  | 263  | 212  | 210  | 219  |

| 1962 | 1968 | 1975 | 1982 | 1990 | 1999 | 2005 | 2006 | 2010 |
| ---- | ---- | ---- | ---- | ---- | ---- | ---- | ---- | ---- |
| 218  | 207  | 162  | 149  | 110  | 110  | 103  | 100  | 116  |

| 2015 | 2020 | 2022 | - | - | - | - | - | - |
| ---- | ---- | ---- | - | - | - | - | - | - |
| 110  | 93   | 89   | - | - | - | - | - | - |

Les 115 habitants de 2013 se répartissent en 44 de moins de 30 ans, 46 ont entre 30 et 60 ans et 25 ont plus de 60 ans.
57 personnes sont des actifs ayant un emploi (32  hommes et 25 femmes).
Il existe (2013) 78 logements sur la commune, dont 53 résidences principales, 15 résidences secondaires, 10 logements vacants
Sur le territoire communal le nombre d’emplois est, en 2013, de 26 sont 17 salariés et 9 non salariés.

## Culture locale et patrimoine

### Lieux et monuments
- Château du Banchet.
- Église Saint-Paul.
- L'ancienne auberge de la Croix Blanche.

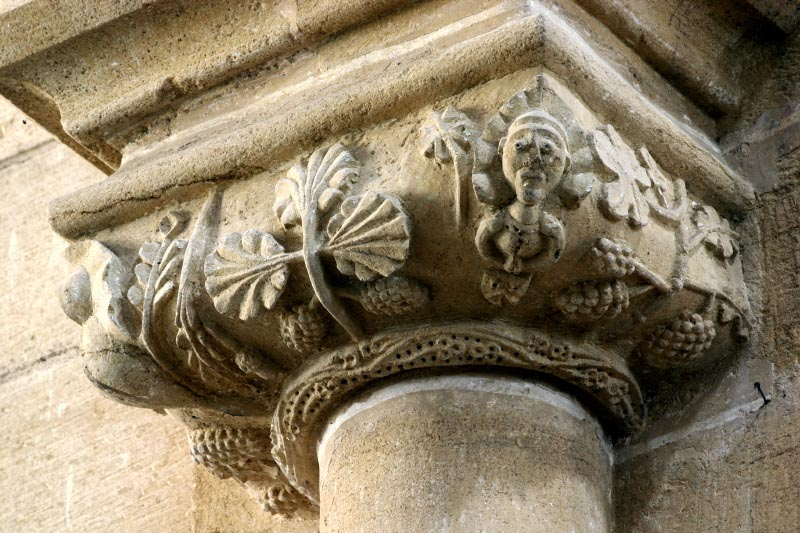
Chapiteau de l'église.
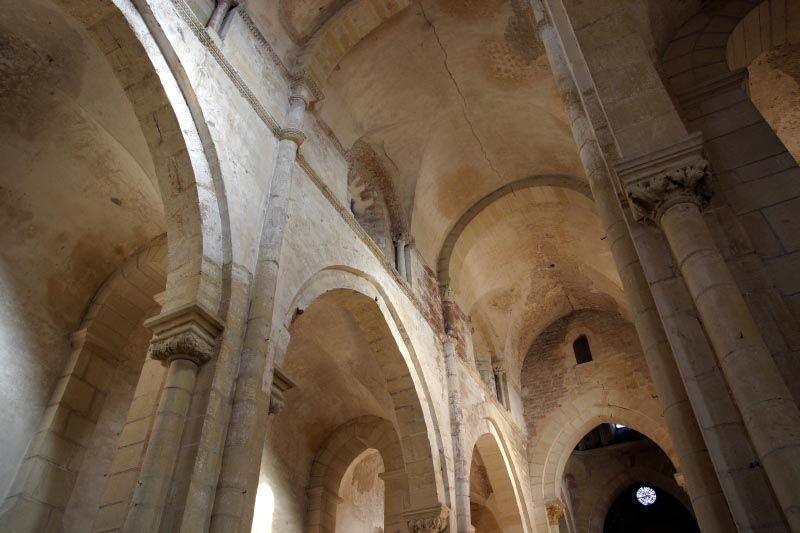
Voûte de la nef.

- Ancienne maison d'assistance, actuelle mairie : cette maison est construite de 1907 à 1909 par Louis Jouvet fils, entrepreneur à Charlieu, sur les plans de François Roux Spitz, architecte[2]. Le coût du bâtiment fut de 30 626 francs. Le maire de la commune était alors André Paul Gensoul, c’est grâce à la donation que lui et son épouse firent à la commune que le projet de construire une maison d'assistance municipale pris corps. Ce bâtiment est devenue la mairie de Châteauneuf.

- Ancienne auberge de la Croix Blanche : elle est située près du pont qui franchit le Sornin. Cet ancien relais de diligence, restauré dans les années 1970[2] est un bâtiment quadrangulaire haut d'un étage surmonté d’un étage de grenier. L'auberge elle-même est flanquée de deux constructions plus basses[20].

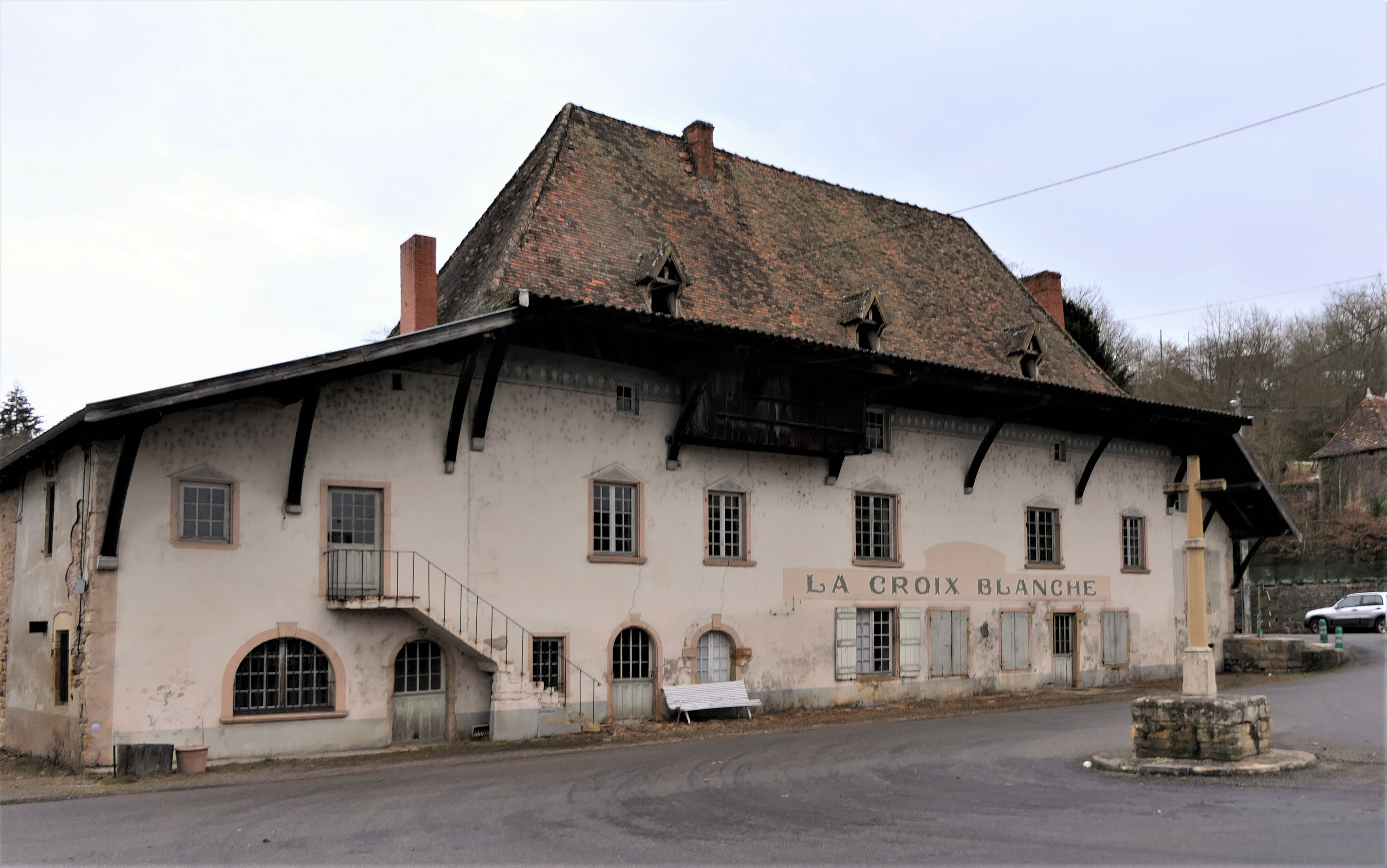
Ancienne auberge de la Croix-Blanche.

### Personnalités liées à la commune
- Déodat Gratet de Dolomieu, géologue et minéralogiste décédé au château de Châteauneuf le 7 frimaire an X (28 novembre 1801)[21].

### Héraldique
| Blason de Châteauneuf | Blason  | D'azur au dextrochère vêtu d'argent mouvant du flanc dextre et tenant un épée du même et au senestrochère vêtu d'argent mouvant du flanc senestre et tenant deux clés entretenues adossés, celle de dextre d'or et celle de senestre d'argent. |
| Blason de Châteauneuf | Détails | Officiel (panneau d'entrée de ville, 2011 |

## Pour approfondir